# 額竇
額竇位於眉弓，極少對稱，且在其之間的鼻中隔也時常會遍向中線的某一側。
額竇平均的尺寸如下：長 3 公分、寬 2.5 公分、厚 2.5 公分。
各個額竇都會經由穿過篩骨迷路前端的額鼻管展開至相對應的中鼻道的前端去。這些結構接著會展開至中鼻道的半月裂中。
額竇裡的粘膜受到眶上神經支配，且由眶上動脈和前篩動脈供應。
剛出來的嬰兒並沒有額竇，通常要到七、八歲時才會有足夠的發育，直到青春期後才會達到其完整的尺寸。

## 另見
- 鼻竇